# Milagre econômico brasileiro

A construção da Ponte Rio-Niteroi, um dos símbolos do período (1971).

Milagre econômico brasileiro foi a época de crescimento econômico elevado durante a ditadura militar brasileira, entre 1969 e 1973, também conhecido como "anos de chumbo". Nesse período de desenvolvimento, a taxa de crescimento do PIB saltou de 9,8% a.a. em 1968 para 14% a.a. em 1973, e a inflação passou de 19,46% em 1968, para 15,6% em 1973. O Ministro da Fazenda Delfim Netto deixou o cargo em 15 de março de 1974. Não ocorreu a privatização da Petrobrás no momento da crise do Petróleo, de acordo com Delfim Netto, quando Geisel, como presidente da Petrobrás naquele ano de 1973, e histórico varguista, recusou a ideia da privatização indo contra a vontade de Delfim, ministro da Fazenda, e Antonio Dias Leite, ministro de Minas e Energia. Note-se que a inflação vinha em queda desde 1964, depois de um aumento galopante pós-Kubitschek. Concomitantemente, houve no país o aumento da concentração de renda e da desigualdade social.
Durante o milagre instaurou-se um pensamento ufanista de "Brasil potência", que se evidenciou com a conquista da terceira Copa do Mundo em 1970 no México, quando se criou o mote: "Brasil, ame-o ou deixe-o". Durante o milagre, a alta nas bolsas de valores brasileiras iniciada ao final da década de 1960 resultou em um clima de euforia generalizada – incentivado por canções como Pra frente Brasil –, apelidado pelo autor Elio Gaspari de "patriotada". Segundo Reinaldo Gonçalves, professor da UFRJ e economista, o período do milagre econômico foi o que gerou maior crescimento econômico desde a Proclamação da República.
Foi, porém, um período paradoxal da História do Brasil. Ainda de acordo com Elio Gaspari, em sua obra A Ditadura Escancarada:

O Milagre Brasileiro e os Anos de Chumbo foram simultâneos. Ambos reais, coexistiam negando-se. Passados mais de trinta anos, continuam negando-se. Quem acha que houve um, não acredita (ou não gosta de admitir) que houve o outro.

## Inicio
No governo de Juscelino Kubitschek, entre 1956 e 1961, o Brasil passou por um acelerado crescimento econômico baseado no Plano de Metas, a partir do qual se pretendia dar conta de cinquenta anos de progresso em apenas cinco. O ideal desenvolvimentista defendido por Kubitschek assentava-se na política de substituição de importações sob a inspiração da CEPAL e resultou, entre outras coisas, na construção de Brasília. Ao final do governo, uma forte pressão inflacionária começou a ser sentida no país, agravando-se com a renúncia de Jânio Quadros e com os impasses institucionais que marcaram o período de João Goulart (1961-1964). Tais fatos fizeram com que se elevassem os déficits do governo de tal forma que o resultado foi uma forte inflação de demanda.
Logo após o Golpe Militar, que se seguiu em abril de 1964, no início do governo Castelo Branco, foi criado um primeiro Programa de Ação Econômica do Governo - PAEG, com dois objetivos básicos: formular políticas conjunturais de combate à inflação, associadas a reformas estruturais, que permitiram o equacionamento dos problemas inflacionários causados pela política de substituição de importações e das dificuldades que se colocavam ao crescimento econômico; o que requeria, agora, que fosse dado um segundo passo no processo: a expansão da então pequena indústria de base (siderurgia, energia, petroquímica) para evitar que o aumento da produção de bens industriais de consumo final, ampliada pela política de substituição de importações, provocasse um aumento insustentável nas importações brasileiras de insumos básicos, que a indústria nascente consumia de forma crescente.
Após um período de ajuste inicial recessivo, de março de 1964 até fins de 1967, marcado pela reorganização do sistema financeiro do Brasil, pela recuperação da capacidade fiscal do Estado e maior estabilidade monetária, iniciou-se em 1968 um período de forte expansão econômica no Brasil.dos incentivos fiscais do Estado.
De 1968 a 1973 o PIB brasileiro cresceu a uma taxa média acima de 10% ao ano, a inflação oscilou entre 15% e 20% ao ano e a construção civil cresceu, em média, 15% ao ano. Antônio Delfim Netto é considerado o principal arquiteto e executor das políticas econômicas dessa fase, reconhecido por alguns como "superministro". Foi o momento de formação de grandes conglomerados no Brasil.
Em análises posteriores justifica-se esse grande crescimento afirmando que os mercados em que os investimentos se concentraram eram todos (usando a expressão inglesa) Green Field Market, ou seja, novas áreas para se investir.[carece de fontes?] O mesmo ocorre nos dias atuais na China. Mais do que uma consequência de política econômica bem planejada, o crescimento chinês é fruto do fato de muitos novos setores estarem se abrindo, possibilitando um rápido e vertiginoso aumento da atividade econômica.

## O papel das estatais nesse processo

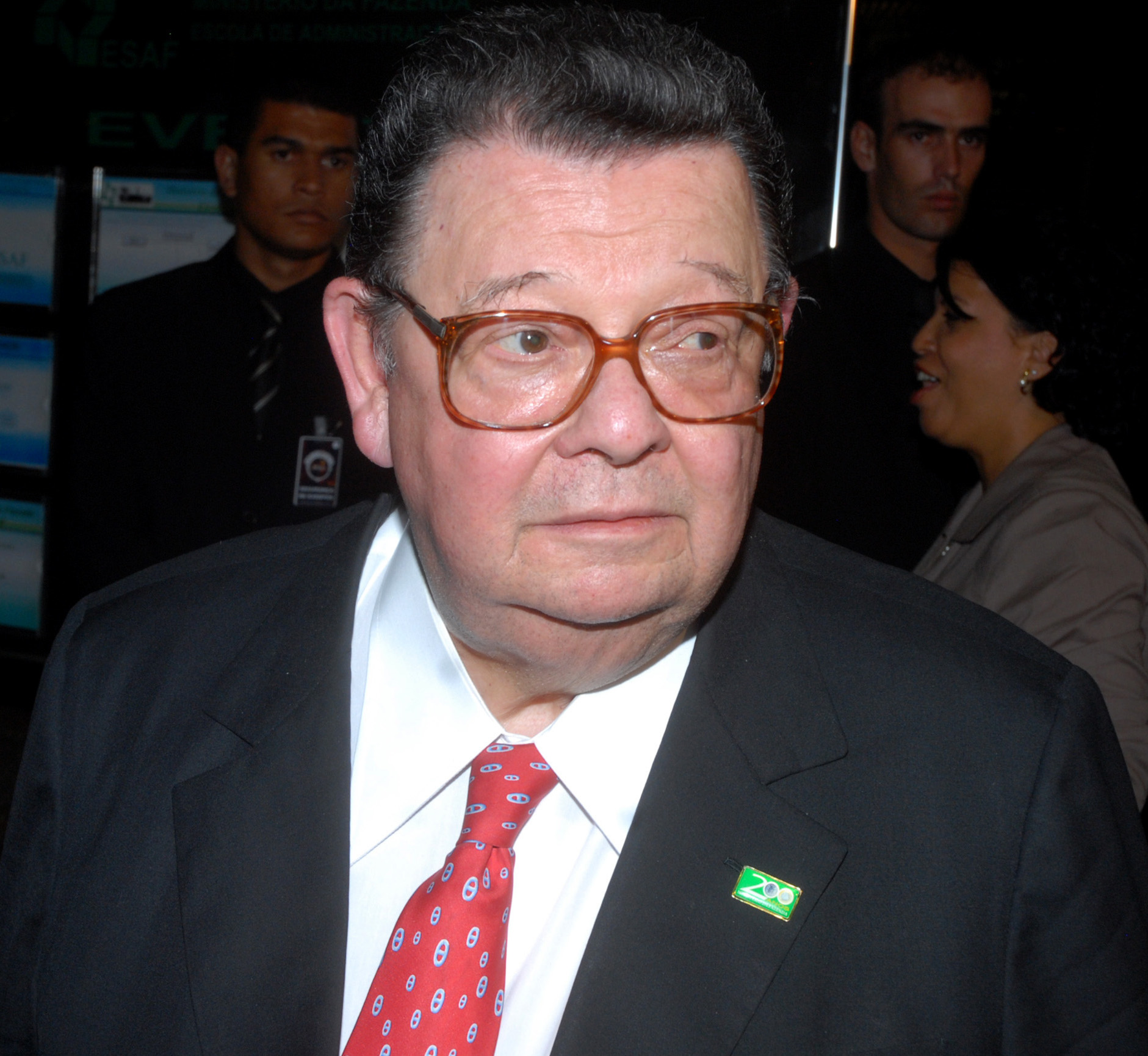
Delfim Netto.

Em 1967, assume o comando da economia Antônio Delfim Netto e seu interino José Flávio Pécora. Para Delfim, o PAEG teria provocado uma queda da demanda indesejada, causando recessão e redução do nível de empregos. Segundo Delfim, o desenvolvimento interno do mercado brasileiro poderia por si só gerar crescimento.[carece de fontes?] Nesse contexto de recessão, o governo adotou medidas de inspiração keynesiana,[carece de fontes?] aumentado o investimento nas empresas estatais, agora recapitalizadas graças à política da chamada verdade tarifária (isto é, fixação das tarifas sem influências políticas), que as tornavam lucrativas e competitivas - conceito esse que foi amplamente defendido pelos economistas e intelectuais brasileiros da época.
O Estado investiu muito na indústria pesada, siderurgia, petroquímica, construção naval e geração de energia hidrelétrica. O sucesso dessa política econômica logo se tornou evidente: o crescimento da produção de bens duráveis de consumo no Brasil daquele período alcançou a taxa média de 23,6% ao ano, e o de bens de capital 18,1%. As empresas estatais cresceram e, bem administradas, obtiveram lucros imensos.

## Obras realizadas
Durante o milagre econômico, com intuito de romper a estagnação que se seguira ao governo Kubitschek, e visando estimular o crescimento econômico, além de promover a integração nacional, o governo militar tratou de implementar vários programas nas áreas de transportes, energia e de estratégia militar. A imprensa na época, que, em razão da censura vigente, não podia criticar diretamente o governo, referiu-se a alguns desses projetos como "faraônicos", aludindo a infraestruturas enormes e de pouca importância útil. Porém, ao longo dos anos, a maioria dessas obras, a exemplo da Itaipu e da Ponte Rio-Niterói, revelou-se importante e necessária. A construção de usinas hidrelétricas por todo o pais deu condições de desenvolvimento para uma série de regiões brasileiras. No início da década de 1970 o Brasil construía a Usina Hidrelétrica de Ilha Solteira, representando a maior hidrelétrica do mundo ocidental, que junto com a Usina de Jupiá e Três Irmãos formavam o complexo energético de Urubupungá com capacidade de 4 600 000 kW, o maior do planeta na época, superando a maior usina americana a de Grand Coulle com 1 975 000 kW, e sendo quase o dobro da famosa Assuã no Egito com 2 160 000 kW, sendo superada apenas pelo complexo de Krasnojarsk na URSS que também estava em construção na época com 6 000 000 kW.
O motor desse rápido crescimento foram os dois Planos Nacionais de Desenvolvimento (PNDs). O primeiro era mais simples e visava a aproveitar a capacidade ociosa da indústria. O segundo (1974-1979) tinha uma visão mais estratégica do país. O objetivo era investir na fabricação de insumos básicos e bens de capital, calcanhar de Aquiles da industrialização brasileira, focada em bens de consumo. Francisco Eduardo Pires de Souza lembra que o II PND e as grandes obras foram a forma de enfrentar a nova realidade internacional com o choque do petróleo.

### Programa nuclear brasileiro
Em 1972, é iniciada a construção de Angra 1 através da aquisição de um reator nuclear dos Estados Unidos. Para os militares da época, o domínio da tecnologia nuclear era indispensável para soberania nacional.

### Usina Hidrelétrica de Itaipu
Por meio de negociações com o Paraguai no início da década de 1970 que pretendia melhorar os laços de cooperação entre os dois países e o aumento da capacidade de geração de eletricidade do país, a usina hidrelétrica é iniciada em 1975 e finalizada em 1982, sendo a maior usina hidrelétrica do país até a atualidade.

### Integração econômica da Região Norte
Visando a integração da Região Norte do Brasil com o resto do país, o governo tomou uma série de medidas que permitiriam sua ocupação e desenvolvimento. Para isso, o antigo Projeto Radam fora retomado - cujo objetivo seria mapear e monitorar a vasta região amazônica - e uma zona especial de incentivo fiscal foi criada em Manaus (Zona Franca de Manaus), para romper com a estagnação econômica da cidade vivenciada na época. Também construiu-se uma extensa rodovia não pavimentada, que partia do Nordeste e cruzava a maior parte da Amazônia Legal. A estrada hoje se resume a trechos isolados de terra, sendo que as dificuldades em se mantê-la em um ambiente equatorial e devido a maior praticidade do transporte hidroviário na área também colaboraram para tal.

### Projetos habitacionais
O milagre econômico brasileiro ajudou o Estado brasileiro a executar planos de infraestrutura urbana e desenvolver programas de habitação, consolidando projetos como os atuais bairros planejados da cidade de Salvador: Castelo Branco, Narandiba, Mussurunga e Cajazeiras. Estes projetos e o aumento dos custos das terras aceleraram o crescimento das periferias, com a má distribuição de renda que seguiu na época.

## Concentração de renda
Apesar do equilíbrio obtido nas contas externas, a dívida nacional cresceu exponencialmente nesse período, o que se tornou possível pelo elevado grau de liquidez internacional que então prevalecia. Os países produtores de petróleo, com a elevação ocorrida em seu preço a partir de 1971 e, sobretudo, após a crise do petróleo em 1974, dispunham de grande liquidez e estavam acumulando bilhões de dólares em seus caixas, que ofereciam, sob forma de empréstimos a juros relativamente baixos, aos países importadores de petróleo, seus clientes. O Brasil se utilizou amplamente desses financiamentos  para consolidar seu crescimento e para aumentar suas reservas internacionais.
Como o Brasil necessitava - para crescer - de aumentar sua poupança interna, prevaleceu um conceito segundo o qual não se deveria adotar políticas econômicas de distribuição de renda já que as classes de renda mais elevada poupavam mais que as de baixa renda. Assim, segundo essa teoria, se a renda nacional fosse dirigida aos mais pobres, a poupança interna cairia (baseado no princípio econômico de que a propensão para consumir é maior nas classes de renda mais baixa).
Ficaram famosas as explicações dadas por Delfim na televisão, em que defendia: "É preciso primeiro aumentar o 'bolo' (da renda nacional), para depois reparti-lo".
Com isso adotou-se uma política salarial que os sindicatos apelidaram de "arrocho salarial". O salário mínimo real, apesar de cair menos do que no período entre 1964 e 1966, quando sofreu uma diminuição de 25%, baixou mais 15% entre 1967 e 1973.
Dessa forma, as vantagens do crescimento econômico não foram igualmente distribuídas pelas diversas camadas da população e ficaram concentradas, principalmente, nos capitalistas e nas classes sociais de renda mais alta. O salário mínimo continuou a ser achatado; graças à situação de "pleno emprego", que havia no período, os operários mais especializados conseguiram, na sua maioria, "descolar" seus salários do salário mínimo oficial e foram, assim, parcialmente beneficiados pelo crescimento econômico ocorrido.
A correção monetária das poupanças protegia contra os efeitos da inflação a classe média e média alta - que tinham contas bancárias -, mas não as classes baixas, que viam sua renda ser transferida para as classes altas, aumentando a concentração de renda.
Os dados de 1970 mostram que os 5% mais ricos da população aumentaram sua participação na renda nacional em 9% (em relação a 1960) e detinham 36,3% da renda nacional. Já a faixa dos 80% mais pobres diminuíra sua participação em 8,7% no período, e ficara com 36,8% da renda.
Apesar do rápido crescimento econômico e da condição de pleno emprego que isso provocou, houve um "empobrecimento dos mais pobres": eles simplesmente não aumentaram sua renda, que era corroída em valor real pela inflação.
O crescimento econômico foi vigoroso: o consumo de energia elétrica crescia 10% ao ano, as montadoras de veículos produziram, em 1970, 307 mil carros de passeio, o triplo do número produzido em 1964.  Os trabalhadores tinham em casa 4,58 milhões de televisores, contra 1,66 milhão em 1964.
Viveu-se um ciclo inédito de desenvolvimento no Brasil; o governo divulgava estes números pela publicidade na TV, que constituíam a viga mestra da política de sustentação publicitária do governo militar; criavam-se motes de "Brasil Potência", "Brasil Grande" e o mais famoso deles, "Brasil, ame-o ou deixe-o" ("slogan político" amplamente divulgado, sob o patrocínio do Centro de Informações do Exército (CIE), que distribuía gratuitamente os adesivos nas cores verde-amarela, para serem exibidos, com orgulho, nos para-choques de muitos carros particulares. Os opositores ao regime viam nesse mote mais uma "patriotada").
Segundo dados divulgados pelo IPEAData, o coeficiente de Gini brasileiro era de 50,0 em 1960, tendo piorado para 57,0 em 1970 e para 62,0 em 1977, oscilando em torno desses números até hoje (2008), quando atingiu 52,0, o que revela uma lenta melhora, não tendo retomado aos patamares da década de 1960.
Contudo, há uma corrente de pesquisadores que aponta a comparação dos coeficientes de Gini do início e do fim do milagre econômico como método insuficiente para análise da distribuição de renda no período. Para eles, é preciso considerar outro fator. Na época de maior crescimento econômico do país, ocorreu um intenso fluxo migratório do campo para a cidade decorrente da expulsão dos trabalhadores rurais de suas propriedades amparada na promulgação do Estatuto do Trabalhador Rural de 1963, alterado em 1973.
Parte dessa imensa massa migratória foi absorvida pela indústria, sobretudo, não só de construção civil, mas também pelas indústrias pesadas que não exigiam escolaridade e, em menor número, pelo comércio. Os migrantes foram habitar as favelas no entorno das grandes cidades, onde tiveram de lidar com uma série de novos encargos monetários aos quais não estavam habituados: aluguel, água, luz, gás, transporte coletivo etc. A situação social e econômica desse contingente migratório agravou-se devido à baixa escolaridade média, que os impedia de disputar melhores cargos no mercado de trabalho, e à estrutura ineficiente de serviços públicos.
O trabalho regular, "com carteira assinada", chegou a cobrir mais de 2/3 da população de São Paulo. O subemprego - os que trabalham nas ocupações de menor produtividade - sofreu queda marcante ao longo daqueles anos de crescimento. A mera transferência de contingentes expressivos de mão de obra ocupada na agricultura para empregos na indústria, na construção civil e nos serviços funcionais teve impacto significativo no grau de pobreza.
Houve uma única tentativa do governo militar no sentido de cuidar do problema de distribuição de renda que, além de se revelar insuficiente, atendia apenas à zona rural: em 1971 foi criado, pela Lei Complementar nº 11 de 25 de maio de 1971, durante o Governo Médici, o Prorural, que concedia meio salário mínimo mensal a todo lavrador ou pequeno proprietário que completasse 65 anos.
O "milagre econômico" evidenciou a má distribuição de renda, conforme afirmado em O MILAGRE ECONÔMICO BRASILEIRO de 30 de agosto de 2003, escrito por Carlos Frederico Pereira da Silva Gama:
 Em 1979, apenas 4% da população economicamente ativa do Rio de Janeiro e São Paulo ganha acima de dez salários mínimos. A maioria, 40%, recebe até três salários mínimos. Além disso, o valor real do salário mínimo cai drasticamente. Em 1959, um trabalhador que ganhasse salário mínimo precisava trabalhar 65 horas para comprar os alimentos necessários à sua família. No final da década de 1970 o número de horas necessárias passa para 153. No campo, a maior parte dos trabalhadores não recebe sequer o salário mínimo
Este fenômeno de concentração de renda é uma consequência direta do próprio desenvolvimento econômico.
Para evitar que distorções indesejáveis na distribuição de renda tivessem ocorrido o governo precisaria ter adotado, políticas econômicas específicas para corrigir a concentração de renda (o que não fez), sem as quais ela aumenta, naturalmente, ainda mais,[carece de fontes?] durante os períodos de crescimento.
A concentração de renda no Brasil permaneceu praticamente inalterada - seus índices oscilando dentre as piores posições do mundo - durante as últimas quatro décadas.[carece de fontes?] Uma análise desse problema, que perdura até os tempos atuais, se encontra no artigo sobre distribuição de renda.

## Crash de 1971
O crash que se iniciou em junho de 1971, foi o "estouro" da segunda maior bolha especulativa da história brasileira em termos relativos, referente ao número de participantes do processo, em relação à população total, e diversidade de classes sociais, às quais pertenciam. Embora, nem de longe tenha causado os efeitos políticos, econômicos e sociais devastadores de seu antecessor, ocorrido 80 anos antes.
A alta ocorrida nas bolsas de valores brasileiras, notadamente as do Rio e a de São Paulo, durante o final da década de 1960, estava dentro do panorama de euforia econômica do período, não sendo portanto um fenômeno isolado. Ao final do ano de 1970 não havia indícios do estouro da bolha que ocorreria meses mais tarde. Mesmo ocorrendo altas de até 400% registradas em algumas ações nas Bolsas, a euforia geral induzia a se acreditar que tais valorizações refletiriam à real situação e potencial das empresas. Poucos perceberam à época a iminência do crash que ocorreria.
Não houve um dia específico de queda. As condições presentes nos mercados de capitais no Brasil na época ajudaram a impulsionar a queda de liquidez que este então sofreu. Queda esta que prosseguiu até 1973, e cujos efeitos psicológicos se fariam sentir por muitos anos, para a grande massa que então começava a participar ativamente no mercado de capitais e que, a exemplo da geração do encilhamento, foi pega na queda, tanto por não se encontrar preparada do ponto de vista educacional-financeiro, para atuar nos mercados, quanto pelo próprio mercado não estar preparado para recebê-la, já que não dispunha à época (para esta massa de pequenos investidores e especuladores), de quaisquer mecanismo de atuação em relação a um crash.
Do sentimento de desconfiança que se gerou após sua ocorrência, agravado pelas crises do petróleo na década de 1970, e da dívida externa no início da década seguinte, o mercado brasileiro só iria se recuperar paulatinamente nos anos '80.

## O fim do milagre
Após a prolongada queda do Crash de 1971, no biênio 1973-1974 ocorreu o primeiro choque do petróleo, quando seu preço foi elevado abruptamente de US$ 3,37 para US$ 11,25 por barril, e a combinação dos dois fatores fez o crescimento da economia brasileira diminuir. A crise do petróleo provocou uma aceleração da taxa de inflação no mundo todo e principalmente no Brasil, onde passou de 15,5% em 1973 para 34,5% em 1974. O corte nas importações foi uma das medidas adotadas para a diminuição do gasto. Isso prejudicou o Brasil em dois sentidos: na perda de mercado externo e em não poder restringir suas próprias importações. O crescimento diminuiu no período 1974-1979 passando a 6,5% em média; na época do "milagre" as taxas de crescimento eram, em média, superiores a 10% anuais, tendo alcançado picos de 13% anuais.
A balança comercial brasileira, a partir de 1974, apresentou enormes déficits causados principalmente pela importação de petróleo, que ultrapassaram os 4 bilhões de dólares ao ano. A capacidade de geração de divisas tornou-se insuficiente para sustentar o ritmo do crescimento. Houve dois tipos de inflação, a oficial, que servia de índice, e a verdadeira, que se deduzia pela alta taxa de juros, chegando a superar em 50% os índices governamentais. No final dessa década, a inflação chegou a 94,7% ao ano; em 1980 já era de aproximadamente 110% e em 1983 alcançou o patamar de 200%.
A chegada de Jimmy Carter à Casa Branca em 1977 também dificultou a sustentabilidade político-econômica da ditadura militar brasileira, visto que Carter foi o primeiro presidente desde o assassinato de John Kennedy em 1963 que não deu pleno apoio norte-americano a regimes anticomunistas e autoritários na América Latina.
Além disso, houve a alta internacional dos juros, em 1979, o que levou ao aumento da dívida do país. Isso tornou o Brasil mais dependente dos empréstimos do exterior. Os juros dos Estados Unidos subiram de 6,7% ao ano para 15,5% no período de 1970 a 1982. Uma recessão foi provocada pelos desacertos da política econômica do ministro Delfim Neto, aumentando o endividamento e refletindo em taxas negativas no PIB.
A dívida externa brasileira chegou a US$ 90 bilhões. Para pagá-la, eram usados 90% da receita oriunda das exportações, e o Brasil assim entrou numa fortíssima recessão econômica que duraria até a década de 1990 e que tem como maior fruto o desemprego, que se agravou com o passar dos anos.